# 머스코비 회사
머스코비 회사( - 會社, 영어: Muscovy Company, Russia Company, Muscovy Trading Company, 러시아어: Московская компания)는 1555년 2월 6일 설립된 잉글랜드의 무역 기업이다. 최초의 주요 특허 조인트 주식회사이다. 머스코비 컴퍼니, 머스코비 상사, 머스코비 주식회사 등으로도 불린다. 머스코비 회사는 1698년까지 잉글랜드와 러시아 차르국 간의 무역을 독점하였고 1917년 러시아 혁명 시기까지 무역 기업으로 생존했다. 1917년부터 이 기업은 자선 단체로서 운영되면서 현재 러시아 내에서 일하고 있다.